# Elisa Villebrun
Pour les articles homonymes, voir Villebrun.
Elisa Villebrun, née le 28 novembre 1980, est une écrivaine jeunesse française.
Elle est membre de la Ligue des auteurs professionnels depuis 2019 et élue au Conseil d'Administration de la Ligue depuis 2021.

## Œuvres

### Romans jeunesses

#### SérieYamay
1. Le Monde des reflets[2], Éditions Le Verger des Hespérides, 2018
2. Le cavalier de l'apocalypse[3], Éditions Le Verger des Hespérides, 2019
3. La révélation du phénix, Éditions Le Verger des Hespérides, 2019[4]
4. Le fantôme d'Irehca, Éditions Le Verger des Hespérides, 2020
5. Le baiser de la Mort, Éditions Le Verger des Hespérides, 2020
6. La légende des héritiers, Éditions Le Verger des Hespérides, 2020[5]

#### Série Les enquêtes de Konan et Amma
1. Le mystère de la statue Pygmée, Nimba éditions, Editis, 2020
2. Double M a frappé, Nimba éditions, Editis, 2021
3. Enlèvement à l'école, Nimba éditions, Editis, 2021
4. Le secret du cabanon hanté, Nimba éditions, Editis, 2022
5. Fifi a disparu, Nimba éditions, Editis, 2023

#### Série Les voyageurs de la danse
1. Margot et Rudy et la petite danseuse de Degas[6], Bayard éditions, 2021
2. Margot et Rudy à la cour du Roi Soleil, Bayard éditions, 2021
3. Margot et Rudy et la danse des dieux indiens, Bayard éditions, 2021
4. Margot et Rudy au Moulin de la Galette, Bayard éditions, 2022
5. Dans les pas de Joséphine Baker, Bayard éditions, 2023
6. Margot et Rudy et la naissance des pointes, Bayard éditions, 2023

#### Série Jasper et la brigade du Flair
1. La première mission, Rageot, juin 2023
2. Une enquête glacée, Rageot, septembre 2023
3. Sur la piste des billets de banque, Rageot, juillet 2024

#### Série Polart
1. La Joconde a disparu[7], Poulpe Fictions, septembre 2024

#### Roman Historique
- Tristan et la flamme de Notre-Dame, Poulpe Fictions, janvier 2025

### Album et Kamishibaï
1. Un secret d'éternité, l'album, Éditions du Pas de l'échelle, 2018
2. Un secret d'éternité, le Kamishibaï, Éditions du Pas de l'échelle, 2018

### Presse jeunesse

#### Planète J'aime Lire
1. La curieuse rentrée de Dégnan, Bayard Presse, Planète J'aime Lire N°28, septembre 2018
2. Le pagne aux oiseaux blancs, Bayard Presse, Planète J'aime Lire N°32, janvier 2019
3. Le secret de la plantation, Bayard Presse, Planète J'aime Lire N°37, juin 2019
4. Une enquête savonneuse, Bayard Presse, Planète J'aime Lire N°41, novembre 2019
5. Leçon de taille à la basilique, Bayard Presse, Planète J'aime Lire N°43, janvier 2020
6. Mystère à Grand-Bassam, Bayard Presse, Planète J'aime Lire N°45, mars 2020
7. Un répétiteur fou, Bayard Presse, Planète J'aime Lire N°51, octobre 2020
8. Des amis en or, Bayard Presse, Planète J'aime Lire N°55, février 2021
9. Un anniversaire extra-parfait, Bayard Presse, Planète J'aime Lire N°58, mai 2021
10. 1, 2, 3... Partez ! , Bayard Presse, Planète J'aime Lire N°62, octobre 2021
11. Crois-en toi !, Bayard Presse, Planète J'aime Lire N°66, février 2022
12. Le mystère de la kora disparue, Planète J'aime Lire N°70, juin 2022
13. Mon meilleur cousin, Planète J'aime Lire N°76, janvier 2023
14. Le défi des télescopes, Planète J'aime Lire N°84, octobre 2023

#### J'aime Lire
La rentrée des faiseurs de rêves, J'aime Lire, N°560, septembre 2023

#### Je bouquine
1. Frères et soeur et pas qu'à moitié !, Je bouquine N°470, avril 2023
2. Une chanson pour deux, Je bouquine N° 472, juin 2023
3. Du bruit dans les abysses, Je bouquine N°474, août 2023
4. Le secret d'Abou Simbel, Je bouquine N°483, mai 2024
5. Le trésor de Petrospolis, Je bouquine N°486, août 2024

### Radio - Podcast
Les histoires suivantes ont fait l'objet de diffusion (direct et podcast) sur RFI dans l'émission "7 milliards de voisins, l'école à la radio" du 4 mai au 1er juin 2020 : 
- Le secret de la plantation[8]
- Une enquête savonneuse[9]
- Le pagne aux oiseaux blancs[10]
- La curieuse rentrée de Dégnan[11]

## Distinctions
Tristan et la flamme de Notre-Dame est dans la sélection du Prix des jeunes lecteurs du Salon du Roman Historique de Levallois et dans la sélection de la 25ième édition du prix Val Cérou.